# Hypsocephalus paulae
Hypsocephalus paulae är en spindelart som först beskrevs av Simon 1918.  Hypsocephalus paulae ingår i släktet Hypsocephalus och familjen täckvävarspindlar. Inga underarter finns listade i Catalogue of Life.